# Francisco Javier Velázquez López
Francisco Javier Velázquez López (Castilblanco de los Arroyos, 3 de juny de 1951) és un funcionari espanyol del Cos Superior d'Administradors Civils de l'Estat. Entre el 18 d'abril de 2008 i el 30 de desembre de 2011 va ocupar el càrrec de director general de la Policia Nacional i la Guàrdia Civil.

## Biografia[1]
Llicenciat en Ciències Polítiques i Econòmiques a la Universitat Carles III de Madrid, va iniciar-se com a funcionari al desembre de 1982 sent director del gabinet del secretari d'Estat per a l'Administració Pública. Posteriorment, el 1985, va desenvolupar el càrrec de secretari general del Consell Superior de la Funció Pública del Ministeri d'Administracions Públiques.
L'any 1987, va ser nomenat director general de Cooperació Territorial del Ministeri d'Administracions Públiques i el 1991 va actuar sota el càrrec de director general de Serveis del Ministeri d'Agricultura, Pesca i Alimentació d'Espanya.
A partir de l'any 1996, va desenvolupar el càrrec de sotsdirector general adjunt de Selecció de Recursos Humans de la Direcció General de la Funció Pública del Ministeri d'Administracions Públiques, fins que el 21 d'abril del 2004 va ser nomenat secretari general per a l'Administració pública del Ministeri d'Administracions Públiques.
El setembre de 2006 substituí Celia Abenza al capdavant de la Direcció General de Protecció Civil i Emergències, òrgan dependent del Ministeri de l'Interior, fins que al 18 d'abril de 2008 assumí la Direcció General de la Policia Nacional i Guàrdia Civil espanyola. Velázquez substituí en el càrrec a Joan Mesquida, nomenat a partir d'aquell moment secretari d'Estat de Turisme.
A més a més de tots aquests càrrecs, ha estat delegat del Govern espanyol a les Societats Concessionàries d'Autopistes Nacionals de Peatge del Ministeri d'Obres Públiques, i vocal assessor a l'Institut Nacional d'Administracions Públiques. També ha treballat com a professor associat de l'àrea de Ciència Política de l'Administració de la Universitat Carles III de Madrid i és autor dels estudis: "Censo de Tratados Internacionales suscritos por España" i "Colección de Tratados Internacionales suscritos por España". També ha estat membre del Consell de Redacció de les revistes "Documentación Administrativa" i "Revista de Instituciones Europeas"; i de la Junta de Govern del Col·legi de Doctors i Llicenciats en Ciències Polítiques i Sociologia. Velázquez està casat i té dos fills.